# Berritzgård
Berritzgaard er en gammel hovedgård omtrent 3 km nordøst for Sakskøbing på Lolland.
Den fredede hovedbygning er opført i 1586 på et voldsted med voldgrave på 2 sider, muligvis ved Hans van Steenwinckel den ældre.
Berritzgaard Gods er på 375,5 hektar.
Gården ligger i Tårs Sogn, Musse Herred, Guldborgsund Kommune.

## Ejere af Berritzgaard
- (1382-1420) Markvard Pøiske
- (1420-1460) Hans Pøiske
- (1460-1501) Markvard Pøiske
- (1501-1502) Erik Olufsen Blaa
- (1502-1529) Otto Clausen Huitfeldt
- (1529-1559) Christopher Ottosen Huitfeldt
- (1559-1583) Jacob Christophersen Huitfeldt
- (1583-1631) Lisbeth Friis gift Huitfeldt
- (1631-1652) Henrik Jacobsen Huitfeldt
- (1652-1654) Joachim von Gersdorff
- (1654-1680) Hans Vilhelm von Harstall
- (1680-1719) Christian Ulrich von Harstall
- (1719-1724) Dorothea von Harstall / Sophie Charlotte von Harstall gift von Körbitz
- (1724-1726) Johan Christoph von Körbitz
- (1729-1757) Abraham Lehn
- (1757-1804) Poul Abraham lensbaron Lehn
- (1804-1809) Christiane Henriette Hartvigsdatter von Barner gift (1) Kaas (2) Rosenørn
- (1809-1811) Otto Ditlev lensbaron Kaas-Lehn
- (1811-1820) Christiane Henriette Hartvigsdatter von Barner gift (1) Kaas (2) Rosenørn
- (1820-1847) Henrik Christian lensbaron Rosenørn-Lehn
- (1847-1860) Christiane Henriette Hartvigsdatter von Barner gift (1) Kaas (2) Rosenørn
- (1860-1892) Otto Ditlev lensbaron Rosenørn-Lehn
- (1892-1899) Christian Conrad Sophus lensbaron Rosenørn-Lehn
- (1899-1935) Frederik Marcus lensbaron Rosenørn-Lehn
- (1935-1970) Christian Carl Otto lensbaron Rosenørn-Lehn
- (1970-) Fredrik Andreas lensbaron Rosenørn-Lehn

## Ekstern henvisninger
- Berritsgaard - fra Dansk Center for Herregårdsforskning Arkiveret 24. marts 2016 hos  Wayback Machine